# Skandhaer
Skandhas (sanskrit) eller khandhas (Pāḷi) betyder "dynger, aggregater, samlinger, grupperinger".  I buddhismen henviser ordet til de "fem aggregeringer af begær" (Pañcupādānakkhandhā), de fem materielle og mentale faktorer, der medvirker til fremkomsten af begær og klamring. De forklares også som de fem faktorer, der udgør og forklarer et levende væsens person og personlighed,  men dette er en senere fortolkning.
De fem aggregater eller dynger er: form (materielt billede, indtryk - rupa), fornemmelser (følelser, modtaget fra form - vedana), opfattelser (samjna), mental aktivitet eller mentale formationer (sankhara) og bevidsthed (ijnana). 
Ifølge Theravada-buddhismen opstår dukkha, når man identificerer sig med eller klamrer sig til aggregaterne. Denne lidelse slukkes ved at opgive tilknytning til aggregaterne. I Mahayana-buddhismen hævdes det, at aggregaterne i deres natur er tomme og uden uafhængig eksistens.
Det tilsvarende koncept i vestlig filosofi er bundle theory (David Hume).

## Etymologi
Skandha (स्कन्ध) er et ord fra sanskrit, der betyder "mangfoldighed, mængde, samlet", generelt i sammenhæng med krop, bagagerum, stilk, empirisk observeret grov genstand eller noget, der kan kontrolleres med sanser.   Udtrykket vises i den vediske litteratur.
Det tilsvarende ord på Pali er Khandha (undertiden stavet Kkhanda )  forekommer i vid udstrækning i Pali-kanonen, hvor det ifølge Rhys Davids og William Stede betyder "hovedparten af kroppen, aggregat, bunke, materiale indsamlet i bunke" i en sammenhæng, "alt det, der er sammensat af grupperinger" i andre sammenhænge, og især som "elementerne eller underlagene i den sensoriske eksistens, sensoriske aggregater, der konditionerer livets udseende i enhver form".  
Paul Williams et al. oversætter skandha som "bunke, samling", med angivelse af, at ordet henviser til forklaringen på den psykofysiske sammensætning af ethvert væsen. 
Johannes Bronkhorst gengiver skandha som "aggregater."  Damien Keown og Charles Prebish oplyser, at skandha er phung po på tibetansk, og udtrykkene betyder "samlinger eller aggregater eller bundter." 

## Beskrivelse
Buddha udlægger i Tipitaka de fem (sanse)-aggregater som følger:
1. "Form" eller "materie" [13] (Skt., Pāli रूप rūpa ; Tib. gzugs ): materie, krop eller "materiel form" af et væsen eller enhver eksistens. [5] [14] Buddhistiske tekster angiver såkaldte rupa for enhver person, levende væsen og objekt, som sammensættes af fire grundlæggende elementer eller kræfter: jord (soliditet), vand (samhørighed), ild (varme) og vind (bevægelse). [3]
2. "Føling" eller "følelse" (Skt., Pāli वेदना vedanā ; Tib. tshor-ba ): sanseoplevelse af et objekt. [3] Det er enten behageligt, ubehageligt eller neutralt. [15] [16]
3. "Opfattelse" [17] (Skt. संज्ञा saṃjñā, Pāli सञ्ञा saññā, Tib. 'du-shes ): sensorisk og mental proces, der registrerer, genkender og mærker (for eksempel formen på et træ, farven grøn, følelsen af frygt). [14]
4. "Mentale formationer" (Skt. संस्कार saṃskāra, Pāli सङ्खार saṅkhāra, Tib. 'du-byed ):' "konstruktion af aktiviteter" , [14] "betingede ting" , "vilje" , "karmiske aktiviteter"; alle typer mentale aftryk og konditionering udløst af et objekt. [18] [19] [20] Omfatter enhver proces, der får en person til at indlede handling. [14]
5. "Bevidsthed" (Skt. विज्ञान vijñāna, Pāli विञ्ञाण viññāṇa, Tib. rnam-par-shes-pa ): "diskrimination" eller "bedømmelse".[21] Kendskab til et objekt og skelnen af dets komponenter og aspekter af det. Der er seks typer, siger Peter Harvey.[14] Den buddhistiske litteratur inddeler denne skandha således:
  1. I Nikayaerne/Āgamas: tanke, eller "det, der skelner".[22] [23] [24] [25]
  2. I Abhidhamma: en række hurtigt skiftende sammenkoblede diskrete tanke-handlinger. [26]
  3. I nogle Mahayana-kilder: basen, der understøtter al erfaring. [27]

## Fortolkning

### Personlighedens aggregater
De fem aggregater tolkes ofte i senere traditioner som en forklaring på personlighedens og en persons bestanddele,   og "listen over aggregater blev ekstremt vigtig for den senere udvikling af lærdommen."  I henhold til denne fortolkning er der tomhed og intet stof i hver skandha - krop (materie), fornemmelser, opfattelser, mentale formationer og bevidsthed. 
Ifølge Harvey giver de fem skandhaer anledning til en følelse af personlighed,  men er dukkha, midlertidige og uden et vedvarende selv eller essens.   Hvert aggregat er genstand for en griben (klamren sig fast) ved roden til selvidentifikation som "jeg, mig, mig selv".  Ifølge Harvey er det nødvendigt at indse skandhas sande natur, både hvad angår ubestandighed og ikke-selv, for at opnå nirvana.   Denne 'tomhed fra personlighed' findes i beskrivelser af den oplyste, perfektionerede tilstand Arhat og Tathagata, hvor der ikke længere er nogen identifikation med de fem skandhaer. 
Dette 'ingen-essens'-syn har været en kilde til vedvarende spørgsmål, store uenigheder og kommentarer siden antikken, i ikke-buddhistiske indiske religioner såvel som inden for buddhistiske traditioner.    Brugen af skandhas-begrebet til at forklare jeg'et er unikt for buddhismen.   Dette står i kontrast til hinduismen og jainismens lære om, at et levende væsen har en evig sjæl eller metafysisk selv.  

### Opfattelsens og erfaringens aggregater
Ifølge Thanissaro prøvede Buddha aldrig at definere, hvad en "person" er, selvom lærde har en tendens til at gå til skandhaerne som en beskrivelse af personens bestanddele.  Han tilføjer, at næsten enhver buddhistisk meditationslærer forklarer det på den måde, som buddhistiske kommentarer fra omkring 1. århundrede e.Kr. har gjort. Efter Thanissaros opfattelse er dette forkert, og han foreslår, at skandha skal ses som aktiviteter, der forårsager lidelse, men hvis uheldige effekter kan afbrydes. 
Rupert Gethin bemærker også, at de fem skandhas ikke kun er "den buddhistiske analyse af mennesket", men "fem aspekter af individets oplevelse af verden [...], der omfatter både opfattelse og alt det, der er opfattet."  

## I Theravada Abhidhamma
De tidlige buddhistiske skoler udviklede detaljerede analyser og oversigter over den lære, der findes i sutraerne, kaldet Abhidharma. Hver skole udviklede sin egen Abhidharma. Den bedst kendte i dag er Theravāda Abhidhamma, men Sarvāstivāda Abhidharma var historisk meget indflydelsesrig og er delvis bevaret i det kinesiske Āgama.

### De seks sansebaser
De interne og eksterne sansebaser danner tilsammen de "seks sansebaser." I denne beskrivelse, fundet i tekster som Salayatana samyutta, resulterer i samlingen af et objekt og et sanseorgan i opståen af den tilsvarende bevidsthed.
Ifølge Bhikkhu Bodhi siger Theravada-traditionen, at de seks sansebaser rummer "alle eksistensfaktorer", det er "det hele", og "adskilt fra, hvor intet overhovedet findes,"  og de "er uden et selv og hvad der hører til selvet ".  
- De første fem eksterne sansebaser (synlig form, lyd, lugt, smag og berøring), og de første fem interne sansebaser (øje, øre, næse, tunge og krop) er en del af formaggregatet;
- Det mentale sansobjekt (dvs. mentale objekter) overlapper de første fire aggregeringer (form, følelse, opfattelse og dannelse);
- Det mentale sansorgan (sind) kan sammenlignes med den samlede bevidsthed.

Bodhi anfører, at de seks sansebaser er et "lodret" syn på menneskelige oplevelser, mens aggregaterne er et "vandret" (tidsmæssigt) syn.  Den Theravada-buddhistiske meditationspraksis på sanse-baserne er rettet mod både at fjerne forvrængede kognitioner som dem, der er påvirket af trang, forestillinger og meninger, såvel som "at trække op med rod alle forestillinger i alle deres skikkelser". 

### Satipatthana
Mindfulness tænkes anvendt på fire upassanā (domæner eller baser), som overlapper med skandhaerne, ved "konstant at se på sensorisk oplevelse for at forhindre opståen af trang, der vil give kraft til at gøre fremtidige oplevelser til genfødsler,".  De fire domæner er: 
- mindfulness om kroppen (kaya); [59] [note 3]
- mindfulness om følelser eller fornemmelser (vedanā); [60]
- mindfulness om sind eller bevidsthed (citta); [61] og
- mindfulness om dhamma. [62]

Ifølge Grzegorz Polak er de fire upassanā har de forskellige buddhistiske traditioner, herunder Theravada, udviklet sig hen i den misforståelse, at upassana henviser til fire forskellige fundamenter. Ifølge Polak henviser de fire upassanā ikke til fire forskellige fundamenter, som man skal være opmærksom på, men er en alternativ beskrivelse af jhanerne, der beskriver hvordan samskharerne er beroligede: 
- de seks sansebaser, som man skal være opmærksom på (kāyānupassanā);
- Tanker over vedaner, der opstår i kontakten mellem sanserne og deres genstande (vedanānupassanā);
- de ændrede sindstilstande, som denne praksis fører til (cittānupassanā);
- udviklingen fra de fem hindringer til de syv oplysningsfaktorer (dhammānupassanā).

## I Mahayana-traditionen
Mahayana udviklede sig fra de traditionelle skoler, og introducerede nye tekster, som lægger andre vægt på læren om især sunyata og Bodhisattva-idealet.
Der findes mange forskellige uddybninger af skandhaerne i de forskellige Mahayana-skoler.

### Primære kilder
Sutta Pitaka
- Bodhi, Bhikkhu (trans.) (2000b), The Connected Discourses of the Buddha: A Translation of the Samyutta Nikaya, Boston: Wisdom Publications, ISBN 978-0-86171-331-8
- Ñāṇamoli, Bhikkhu (trans.) & Bodhi, Bhikkhu (ed.) (2001). The Middle-Length Discourses of the Buddha: A Translation of the Majjhima Nikāya. Boston: Wisdom Publications. ISBN 0-86171-072-X.

Anthologies of suttas
- Bodhi, Bhikkhu (ed.) (2005a). In the Buddha's Words: An Anthology of Discourses from the Pāli Canon. Boston: Wisdom Pubs. ISBN 0-86171-491-1.

Single sutras
- Thanissaro Bhikkhu (trans.) (1998). Culavedalla Sutta: The Shorter Set of Questions-and-Answers [MN 44].
- Thanissaro Bhikkhu (trans.) (2001a). Khajjaniya Sutta: Chewed Up [SN 22.79].
- Thanissaro Bhikkhu (trans.) (2001b). Maha-punnama Sutta: The Great Full-moon Night Discourse [MN 109].

Abhidhamma, Pali commentaries, modern Theravada
- Bodhi, Bhikkhu (ed.) (2000a). A Comprehensive Manual of Abhidhamma: The Abhidhammattha Sangaha of Ācariya Anuruddha. Seattle, WA: BPS Pariyatti Editions. ISBN 1-928706-02-9.
- Bodhi, Bhikkhu (18 Jan 2005b). MN 10: Satipatthana Sutta (continued) Ninth dharma talk on the Satipatthana Sutta (MP3 audio file) (Webside ikke længere tilgængelig).
- Buddhaghosa, Bhadantācariya (trans. from Pāli by Bhikkhu Ñāṇamoli) (1999). The Path of Purification: Visuddhimagga. Seattle, WA: BPS Pariyatti Editions. ISBN 1-928706-00-2.
- Ñāṇamoli, Bhikkhu (trans.) (1998). Mindfulness of Breathing (Ānāpānasati): Buddhist texts from the Pāli Canon and Extracts from the Pāli Commentaries. Kandy, Sri Lanka: Buddhist Publication Society. ISBN 955-24-0167-4.
- Soma Thera (trans.) (2003). The Way of Mindfulness. Kandy, Sri Lanka: Buddhist Publication Society. ISBN 955-24-0256-5.
- Thanissaro Bhikkhu (2002). Five Piles of Bricks: The Khandhas as Burden & Path.

Mahayana
- Fremantle, Francesca & Trungpa, Chõgyam (2003). The Tibetan Book of the Dead: The Great Liberation Through Hearing in the Bardo. Boston: Shambhala Publications. ISBN 1-59030-059-9.
- Nhât Hanh, Thich (1988). The Heart of Understanding: Commentaries on the Prajnaparamita Heart Sutra. Berkeley, CA: Parallax Press. ISBN 0-938077-11-2.
- Nhât Hanh, Thich (1999). The Heart of the Buddha's Teaching. NY: Broadway Books. ISBN 0-7679-0369-2.
- Red Pine (2004). The Heart Sutra. Emeryville, CA: Shoemaker & Hoard. ISBN 1-59376-009-4.
- Suzuki, Daisetz Teitaro (1960). Manual of Zen Buddhism. NY: Grove Press. ISBN 0-8021-3065-8.
- Trungpa, Chögyam (1976). The Myth of Freedom and the Way of Meditation. Boulder: Shambhala. ISBN 0-87773-084-9.
- Trungpa, Chögyam (1999). The Essential Chögyam Trungpa. Boston: Shambhala. ISBN 1-57062-466-6.
- Trungpa, Chögyam (2001). Glimpses of Abhidharma. Boston: Shambhala. ISBN 1-57062-764-9.
- Trungpa, Chögyam (2002). Cutting Through Spiritual Materialism. Boston: Shambhala. ISBN 1-57062-957-9.

### Sekundære kilder
- Boisvert, Mathieu (1995), The Five Aggregates. Understanding Theravada Psychology and Soteriology, Wilfrid Laurier University Press, for the Canadian Corporation for Studies in Religion / Corporation Canadienne des Sciences Religieuses
- Bronkhorst, Johannes (2009), Buddhist Teaching in India, Wisdom Publications, ISBN 978-0-86171-811-5
- Bucknell, Roderick S. (1999), "Conditioned Arising Evolves: Variation and Change in Textual Accounts of the Paticca-samupadda Doctrine", Journal of the International Association of Buddhist Studies, 22 (2)
- Frauwallner, Erich (1973), "Chapter 5. The Buddha and the Jina", History of Indian Philosophy: The philosophy of the Veda and of the epic. The Buddha and the Jina. The Sāmkhya and the classical Yoga-system, Motilal Banarsidass
- Gal, Noa (July 2003). The Rise of the Concept of ‘Own-Nature’: (Sabhāva) in the Paṭisambhidāmagga [udtræk fra Ph.D.-afhandling]. Oxford: Wolfson College. Modtaget 2008-01-22 fra "Oxford Centre for Buddhist Studies" på Internet Archive.
- Gethin, Ruper (1986), "The five khandhas: Their theatment in the nikāyas and early abhidhamma", Journal of Indian Philosophy, 14, doi:10.1007/BF00165825
- Gombrich, Richard (2009), "Chaper 9. Causation and non-random process", What the Buddha Thought, Equinox
- Sue Hamilton. "From the Buddha to Buddhaghosa: Changing Attitudes Toward the Human Body in Theravāda Buddhism." In Religious Reflections on the Human Body, edited by Jane Marie Law. Bloomington and Indianapolis: Indiana University Press, 1995, pp. 46–63.
- Sue Hamilton. Identity and Experience: the Constitution of the Human Being According to Early Buddhism. London: Luzac Oriental,
- Harvey, Peter (2013), An Introduction to Buddhism: Teachings, History and Practices, 2nd Edition, Cambridge University Press, ISBN 978-0-521-85942-41996.
- Jinpa, Thupten (2002). Self, Reality and Reason in Tibetan Philosophy: Tsongkhapa's Quest for the Middle Way. Routledge.
- Jones, Dhivan Thomas (2009), "New Light on the Twelve Nidanas", Contemporary Buddhism, 10 (2)
- Jurewicz, Joanna (2000), "Playing with Fire: The pratityasamutpada from the perspective of Vedic thought" (PDF), Journal of the Pali Text Society, 26: 77-103, arkiveret fra originalen (PDF) 9. april 2015, hentet 29. april 2020
- Kalupahana, David (1975). Causality: The Central Philosophy of Buddhism. The University Press of Hawaii.
- Kuan, Tse-fu (2008), Mindfulness in Early Buddhism: New Approaches through Psychology and Textual Analysis of Pāli, Chinese and Sanskrit Sources, Routledge, ISBN 978-0-415-43737-0
- Lai, Whalen (2003), Buddhism in China: A Historical Survey. In Antonio S. Cua (ed.): Encyclopedia of Chinese Philosophy (PDF), New York: Routledge, arkiveret fra originalen den 12. november 2014{{citation}}:  CS1-vedligeholdelse: Uegnet url (link)
- Loy, David (2009), Awareness Bound and Unbound: Buddhist Essays, State University of New York Press, ISBN 978-1-4384-2680-8
- MacKenzie, Matthew (2013), "Enacting the Self: Buddhist and Enactivist Approaches to the Emergence of the Self",  i Siderits, Mark; Thompson, Evan; Zahavi, Dan (red.), Self, No Self?: Perspectives from Analytical, Phenomenological, and Indian Traditions, Oxford University Press, ISBN 978-0-19-166830-2
- Nattier, Jan (1992). "The Heart Sutra: A Chinese Apocryphal Text?" Journal of the International Association of Buddhist Studies, vol. 15, no. 2, pp. 153–223.
- Polak, Grzegorz (2011), Reexamining Jhana: Towards a Critical Reconstruction of Early Buddhist Soteriology, UMCS
- Rawson, Philip (1991). Sacred Tibet. NY: Thames and Hudson. ISBN 0-500-81032-X.
- Ruhe, Brian (2005), Freeing the Buddha, Motilal Banarsidass, ISBN 978-81-208-1835-4
- Schumann, Hans Wolfgang (1974), Buddhism: an outline of its teachings and schools, Theosophical Pub. House
- Schumann, Hans Wolfgang (1997) [1976], Boeddhisme. Stichter, scholen, systemen (Buddhismus - Stifter, Schulen und Systemen), Asoka
- Shulman, Eviatar (2007), "Early Meanings of Dependent-Origination", Journal of Indian Philosophy, 36 (2): 297-317, doi:10.1007/s10781-007-9030-8
- Swanson, Paul L. (1993), The Spirituality of Emptiness in Early chinese Buddhism. In: Buddhist Spirituality. Indian, Southeast Asian, Tibetan, Early Chinese; edited by Takeuchi Yoshinori, New York: Crossroad
- Wayman, Alex (1971), "Buddhist Dependent Origination", History of Religions, 10 (3): 185-203, JSTOR 1062009
- Wayman, Alex (1984), "Dependent Origination - the Indo-Tibetan Vision", Buddhist Insight: Essays, Motilal Banarsidass, ISBN 978-81-208-0675-7
- Wayman, Alex (1990) [1984], "The Intermediate-State Dispute in Buddhism", Buddhist Insight: Essays, Motilal Banarsidass, ISBN 978-81-208-0675-7
- Wayman, Alex (1990), Budddhist Insight. Essays by Alex Wayman, Motilall Banarsidass
- Williams, Paul; Tribe, Anthony (2000), Buddhist Thought, Routledge